# Bartonville (Texas)
Bartonville è un centro abitato degli Stati Uniti d'America, situato nella contea di Denton dello Stato del Texas.
La popolazione era di 1.469 persone al censimento del 2010.

## Geografia fisica
Bartonville è situata a 33°04′37″N 97°09′07″W (33.076965, -97.152027).
Secondo lo United States Census Bureau, ha un'area totale di 6,3 miglia quadrate (16,2 km²), di cui 6,2 miglia quadrate (16,1 km²) di terreno e 0,04 miglia quadrate (0,1 km²), o 0,83%, d'acqua.

## Società

### Evoluzione demografica
Secondo il censimento del 2000, c'erano 1.093 persone, 382 nuclei familiari e 323 famiglie residenti nella città. La densità di popolazione era di 181,2 persone per miglio quadrato (70,0/km²). C'erano 391 unità abitative a una densità media di 64,8 per miglio quadrato (25,0/km²). La composizione etnica della città era formata dal 97,62% di bianchi, lo 0,91% di asiatici, lo 0,55% di altre razze, e lo 0,91% di due o più etnie. Ispanici o latinos di qualunque razza erano il 3,20% della popolazione.
C'erano 382 nuclei familiari di cui il 36,9% aveva figli di età inferiore ai 18 anni, il 74,3% erano coppie sposate conviventi, il 6,5% aveva un capofamiglia femmina senza marito, e il 15,2% erano non-famiglie. Il 12,6% di tutti i nuclei familiari erano individuali e il 2,1% aveva componenti con un'età di 65 anni o più che vivevano da soli. Il numero di componenti medio di un nucleo familiare era di 2,86 e quello di una famiglia era di 3,10.
La popolazione era composta dal 25,8% di persone sotto i 18 anni, il 6,9% di persone dai 18 ai 24 anni, il 26,1% di persone dai 25 ai 44 anni, il 35,6% di persone dai 45 ai 64 anni, e il 5,7% di persone di 65 anni o più. L'età media era di 41 anni. Per ogni 100 femmine c'erano 104,7 maschi. Per ogni 100 femmine dai 18 anni in giù, c'erano 105,3 maschi.
Il reddito medio di un nucleo familiare era di 95.259 dollari, e quello di una famiglia era di 98.140 dollari. I maschi avevano un reddito medio di 63.750 dollari contro i 43.625 dollari delle femmine. Il reddito pro capite era di 43.706 dollari. Circa il 3,1% delle famiglie e il 4,4% della popolazione erano sotto la soglia di povertà, incluso il 6,6% di persone sotto i 18 anni e il 4,5% di persone di 65 anni o più.